# Palice krále Štíra

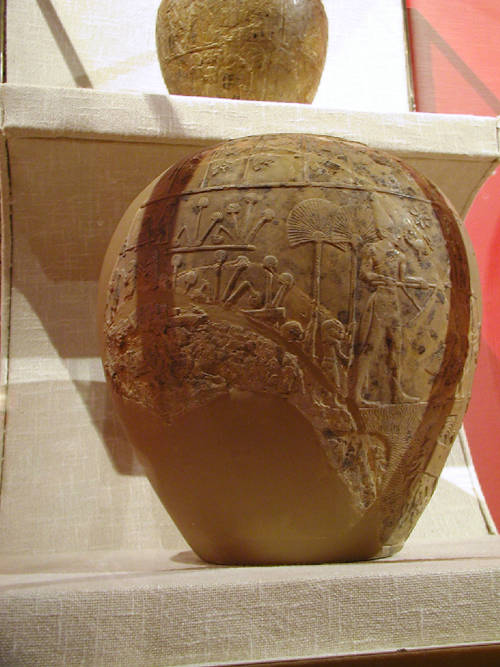
Palice krále Štíra – část s panovníkem držícím v rukou motyku.

Palice krále Štíra (nazývaná také Velká palice krále Štíra) je ozdobná staroegyptská palice nalezená britskými archeology Jamesem E. Quibellem a Frederikem W. Greenem v místě zvaném hlavní depozit v chrámu boha Hora v Hierakonpoli během výzkumů v probíhajících letech 1897/1898. Má hruškovitý tvar a je zhotovena z vápence. Kvůli piktogramu štíra vyrytému u obrazu krále je připisována králi Štírovi.
Úlomek druhé, menší palice ukazuje krále Štíra s červenou korunou Dolního Egypta. Tato palice se nazývá Malá palice krále Štíra.

## Popis vzhledu

### Velká palice krále Štíra

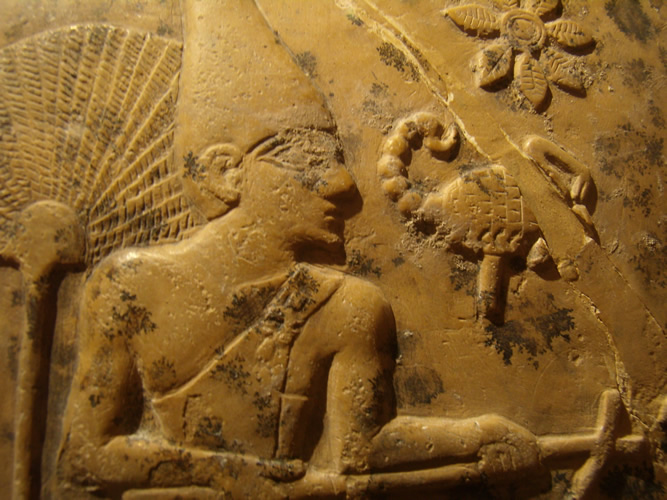
Detail vyobrazení krále Štíra na Velké palici krále Štíra

Na palici krále Štíra je znázorněn panovník v jednoduché suknici, s bílou korunou Horního Egypta a zvířecím ocasem kolem pasu. V rukou drží motyku a stojí pravděpodobně u vodního kanálu. U hlavy krále je znázorněna růžice a štír. Podle toho byla tato palice nazvána.
Panovník je následován dvěma nosiči slunečníků. Před panovníkem stojí muž sypající písek na zem. Nad ním jsou lidé, kteří drží standarty. Podél břehu kanálu jsou znázorněni lidé, kteří něco dělají. Za nosiči slunečníků jsou znázorněny nějaké rostliny, tleskající skupina žen a malá skupina dalších lidí. Všichni se nachází daleko od panovníka. V horní části je řada standart znázorňující pravděpodobně egyptské nomy. Na každé standartě visí za krk zvíře, pravděpodobně pták.

### Vysvětlení výjevu
Na palici je pravděpodobně znázorněn král Štír, který zahajuje zavlažovací práce nebo provádí výkop pro nějakou stavbu, možná hráz. Růžice u znaku štíra by mohla označovat panovníka. Ptáci na standartách mají znázorňovat kmeny, které si král Štír podrobil. Jsou to ptáci rechit (druh čejky nebo kulíka s výraznou hlavou s chocholem), jejichž znázornění se používalo jako symbol podrobených lidí. Od 3. dynastie však mohli znázorňovat též věrné poddané faraona.

## Malá palice krále Štíra
Na Malé palici krále Štíra je znázorněn král s červenou korunou Dolního Egypta, který sedí na krytém trůnu. Drží cep a u hlavy má obraz růžice a štíra. Proti němu je vyobrazen sokol který pravděpodobně drží v jednom z drápů konec nějakého lana. Podobný výjev s lanem je na Narmerově paletě.